# Palais Kinsky
Pour le palais homonyme située à Prague, voir Palais Kinský (Prague).

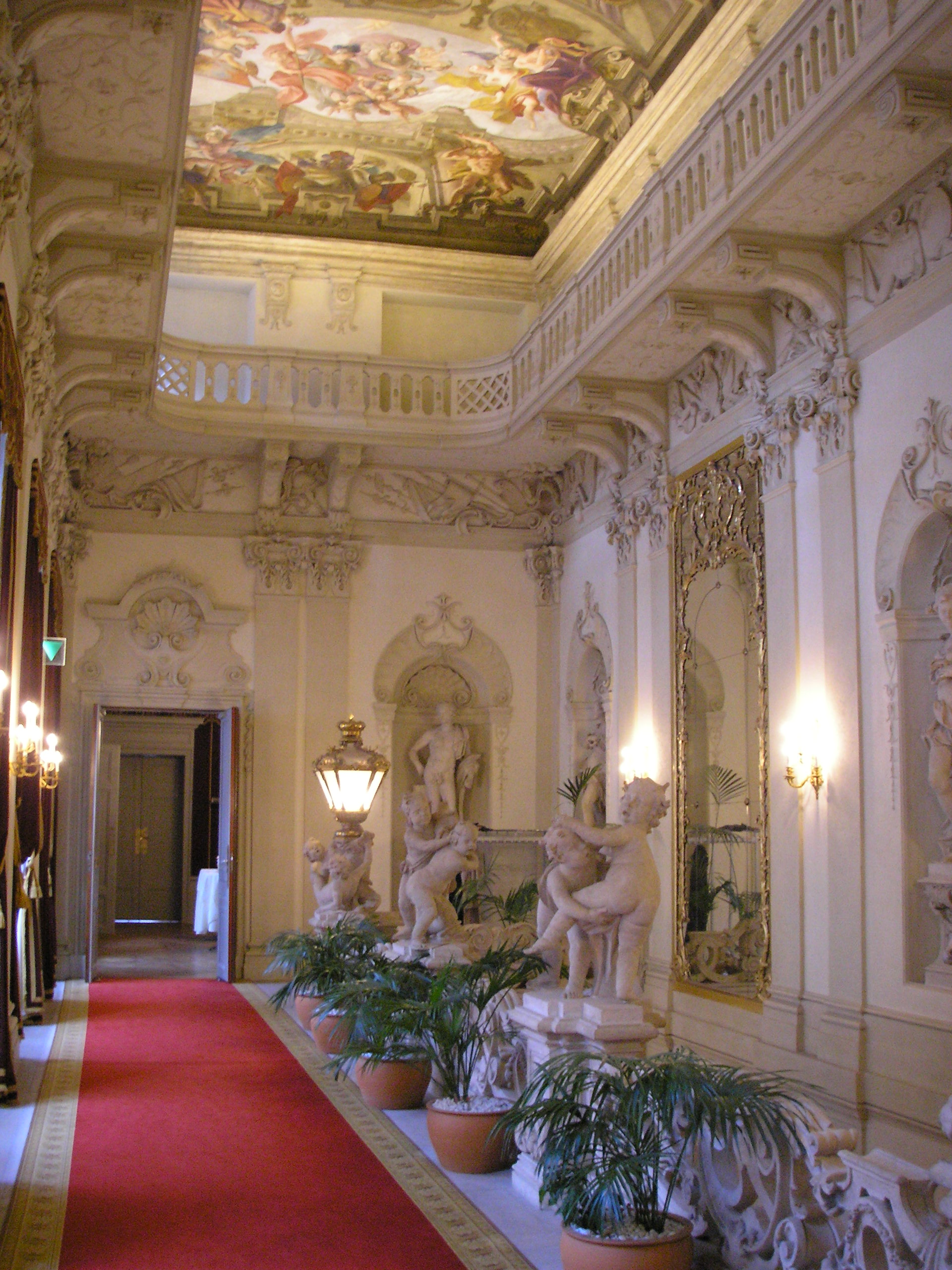
L'intérieur baroque du Palais

Le Palais  Kinsky est un palais baroque situé à Vienne en Autriche. Il fut construit pour le comte Wirich Philipp von Daun, commandant de garnison dont le fils Leopold Joseph von Daun devint maréchal de l'impératrice Marie-Thérèse. Il fut ensuite acheté par l'illustre famille bohême des Kinský, et fut dès lors appelé Palais Daun-Kinsky.
Commandé par le comte Daun, la construction débuta en 1717 sous la direction de l'architecte Johann Lucas von Hildebrandt. En 1784, le fils du comte le vendait aux princes Kinski. Sa flamboyante architecture baroque, sa façade jaune et blanche, ses intérieurs richement décorés et ses escaliers aux plafonds couverts de fresques ont rendu le palais célèbre.
Joseph Poniatowski, général polonais et maréchal de France est né au palais le 7 mai 1763.
À la fin des années 1990, le palais fut restauré en suivant les plans originaux avec leurs fresques zénithales et leurs parquet travaillés. Le palais sert de cadre pour de prestigieuses ventes aux enchères et abrite plusieurs magasins ainsi qu'un restaurant. Il servit également aux négociations de paix entre la Serbie et le Kosovo menées sous l'égide de l'Union européenne.